# Neope contrasta
Neope contrasta är en fjärilsart som beskrevs av Clayton Dissinger Mell 1923. Neope contrasta ingår i släktet Neope och familjen praktfjärilar. Inga underarter finns listade i Catalogue of Life.